# 李玟真
李 玟真（イ・ミンジン、이민진、李 玟眞、り ばいしん、1984年7月11日 - ）は、韓国の囲碁棋士。京畿道城南市出身、韓国棋院所属、金原七段門下、八段。プロ女流国手戦準優勝、ワールドマインドスポーツゲームズ女子個人戦準優勝など。

## 経歴
ソウル市生まれ。1997年ロッテ杯アマチュア女流最高位戦で準優勝、国際アマチュア・ペア碁選手権大会で3位（李鶴容とペア）。1998年アマチュア女流国手戦3位。1999年入段。2000年二段。2001年山水黔城杯準優勝。2004年四段、女流名人戦挑戦者決定戦進出。2005年正官庄杯に韓国代表として出場。2006年五段、SKガス杯新鋭プロ十傑戦9位。2007年正官庄杯で5人抜きを果たし、韓国初優勝をもたらす。2008年にも3人抜きで連続優勝。同年プロ女流国手戦で準優勝、第1回ワールドマインドスポーツゲームズ女子個人戦で銀メダル獲得。2010年ペア碁ワールドカップで睦鎮碩とのペアで準優勝。同年アジア競技大会女子団体戦で金メダル、これにより六段昇段。2012年七段。2017年八段。2021年女子最高棋士決定戦リーグ出場。
GGオークション杯女流対シニア連勝対抗戦で2008年4人抜き、2012年5人抜き、2020年には李昌鎬らに勝って4人抜きし女流チーム勝利とした。韓国女子囲碁リーグでは2015年から慶州市チームなどで出場。2016年に花より囲碁 女王戦出場。
尊敬する棋士は李昌鎬、藤沢秀行。趣味はピアノとダンス。

### 主な棋歴
国際棋戦
- 山水黔城杯国際女子プロ囲棋選手権戦 準優勝 2001年（○楊暉、○華学明、○于梅玲、×徐瑩）
- ワールドマインドスポーツゲームズ女子個人戦 準優勝 2008年（○芮廼偉、○万波佳奈、×宋容慧）
- アジア競技大会 2010年 女子団体戦 優勝
- ペア碁ワールドカップ 準優勝 2010年（睦鎮碩とペア）
- 正官庄杯世界女子囲碁最強戦
  - 2005年 1-1（○曹呈、×梅沢由香里）
  - 2006年 1-1（○王祥雲、×知念かおり）
  - 2007年 5-0（○加藤啓子、○黎春華、○小西和子、○葉桂、○矢代久美子）
  - 2008年 3-0（○唐奕、○加藤啓子、○芮廼偉）
  - 2009年 0-1（×李赫）
- 黄龍士双登杯世界女子囲棋勝抜戦
  - 2014年 0-1（×宋容慧）

国内棋戦
- プロ女流国手戦 準優勝 2008年（1-2 朴鋕恩）
- 韓国囲碁協会杯ペア碁戦 優勝 2009年（睦鎮碩とペア）
- GGオークション杯女流対シニア連勝対抗戦
  - 2007年 0-1（×曺薫鉉）
  - 2008年 4-1（○車敏洙、○朴映燦、○権甲龍、○韓鐵均、×金鍾秀）
  - 2009年 1-1（○金東燁、×安官旭）
  - 2012年 5-1（○権甲龍、○姜勲、○金鐘秀、○韓鐵均、○車敏洙、×徐能旭）
  - 2020年 4-0（○安祚永、○李聖宰、○劉昌赫、○李昌鎬）
- 韓国女子囲碁リーグ
  - 2015年（慶州尼師今）5-4
  - 2016年（麗水亀甲船）6-7
  - 2017年（慶州尼師今）5-7
  - 2018年（慶州尼師今）6-10
  - 2019年（ソウルEDGC）6-7
  - 2020年（三陟海上ケーブルカー）5-7
  - 2021年（西帰浦七十里）9-5